# Hans-Jürgen Tritschoks
Hans-Jürgen Tritschoks (* 9. November 1955) ist ein deutscher Fußballtrainer, von Juli 2004 bis Juni 2008 in den Diensten des 1. FFC Frankfurt.
Zuvor war der promovierte Sportmediziner von 1996 bis 2002 beim Ligakonkurrenten Grün-Weiß Brauweiler bzw. FFC Brauweiler Pulheim tätig, wo er 1997 sowohl die Deutsche Meisterschaft als auch den Gewinn des DFB-Pokals feiern konnte. 2006 konnte Tritschoks mit Frankfurt den UEFA Women’s Cup gewinnen und schaffte im Folgejahr zum zweiten Mal das Double aus Pokalsieg und Meisterschaft.
Neben seiner Tätigkeit als Fußballtrainer arbeitet Tritschoks als Dozent an der Deutschen Sporthochschule Köln.

## Erfolge
- UEFA-Women’s-Cup-Sieger 2006, 2008
- Deutscher Meister 1997, 2005, 2007, 2008
- DFB-Pokalsieger 1997, 2007, 2008
- DFB-Hallenpokalsieger 2006, 2007